# Gino Loria
Gino Benedetto Loria (n. 19 mai 1862 la Mantova - d. 30 ianuarie 1954 la Genova) a fost un matematician italian și specialist în istoria matematicii.
A fost președinte al Academiei Internaționale a Științelor și editorul revistei Bolletino di Bibliografia e Storia delle Scienze Matematiche e Fisiche.
Activitatea sa este concretizată în lucrări de istoria matematicii și de geometrie descriptivă.

## Scrieri
- 1895: In periodo aureo della geometria greca, apărută la Modena;
- 1905: Pour une histoire de la géométrie analytique (Leipzig);
- 1910: Spezielle algebraische und transzendente ebene Kurven ("Curbe speciale, algebrice și transcendente", Leipzig);
- 1921: Storia della geometria descrittiva dalle origini fino ai giorni nostri (Milano);
- 1929: Histoire des sciences. Mathématiques dans l'antiquité hélénique (Paris), lucrare vastă care cuprinde cugetarea matematică asiro-babiloniană și egipteană, originea și dezvoltarea matematicii grecești;
- 1950: Storia delle matematiche dall'alba civiltà al secolo XIX (Milano).

1. 1 2  MacTutor History of Mathematics archive, accesat în 22 august 2017
2. 1 2 3  Autoritatea BnF, accesat în 10 octombrie 2015
3. 1 2  Gino Loria, SNAC, accesat în 9 octombrie 2017
4. 1 2  Gino Loria, www.accademiadellescienze.it, accesat în 1 decembrie 2020
5. ↑  The Fine Art Archive, accesat în 1 aprilie 2021
6. 1 2  www.accademiadellescienze.it, accesat în 1 decembrie 2020
7. ↑  CONOR.SI[*] Verificați valoarea |titlelink= (ajutor)
8. ↑  www.accademiadellescienze.it, accesat în 1 decembrie 2020
9. ↑  MacTutor History of Mathematics archive
10. ↑  L'Enseignement Mathematique